# Margites minutulus
Margites minutulus là một loài bọ cánh cứng trong họ Cerambycidae.